# Ursi Luginbühl-Koelner

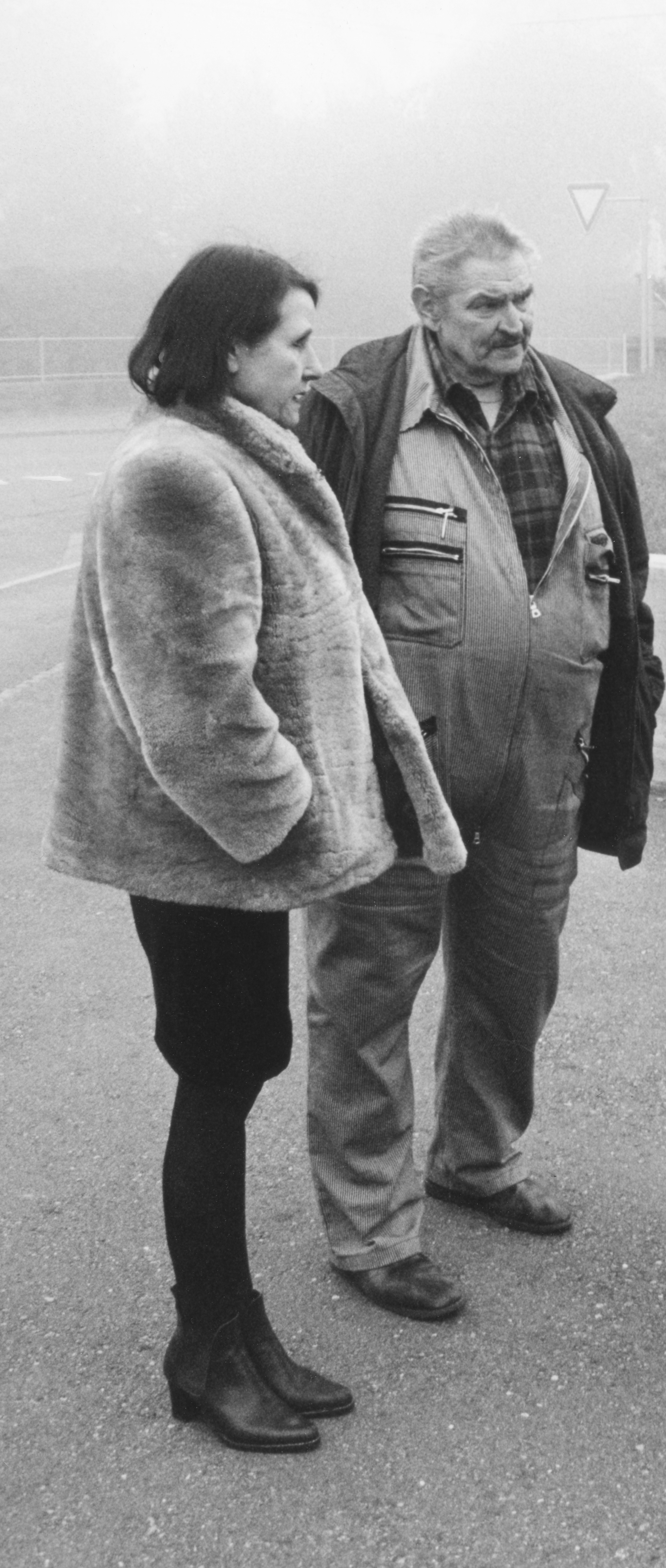
Ursi Luginbühl-Koelner mit ihrem Mann Bernhard Luginbühl (1997)

Ursi Luginbühl-Koelner, Taufname Ursula Koelner (* 29. Oktober 1936 in Basel; † 5. Juni 2017 in Bern), war eine Schweizer Keramikerin, Töpferin und Plastikerin.

## Leben und Werk
Ursi Luginbühl-Koelner absolvierte von 1954 bis 1957 in Reichenbach bei Zollikofen eine Töpferlehre bei der Keramikkünstlerin Margrit Linck-Daepp. Nach der Ausbildung heiratete sie Bernhard Luginbühl. Das Paar hatte vier Kinder, wovon die drei Söhne Brutus, Basil, Jwan ebenfalls künstlerisch tätig sind. Ursi Luginbühl stellte ihre eigenen künstlerischen Ambitionen hintan und wurde zur Familienmanagerin. Zudem trug sie mit Gebrauchsgeschirr zum Lebensunterhalt der Familie bei.
Ursi Luginbühl-Koelner kreierte bis in die 1970er-Jahre monochrom glasierte Gefässe und Gebrauchsgegenstände, die in ihrer Formensprache an Bauhaus-Keramiken erinnern. Mit der Zeit erhielten ihre Gegenstände zunehmend surreale Züge, behielten aber weiterhin ihre Funktion. Im Laufe der 1980er-Jahre schuf sie, inspiriert von den Eisenplastiken ihres Mannes, grosse Werke. Zudem wurden ihre früheren Entwürfe in Bronze gegossen. Ursi Luginbühl-Koelner nahm an verschiedenen in- und ausländischen Ausstellungen teil, so 1972 zusammen mit ihrem Mann an der Biennale di Venezia. 
Das Ehepaar pflegte tiefe Freundschaften mit prominenten Künstlern wie Jean Tinguely, Niki de Saint Phalle, Jimmy Schneider und Daniel Spoerri. Sie betätigten sich zudem als Kunstsammler und betrieben ein altes Schlachthaus in Burgdorf als Ausstellungsort.